# 6815 Мучер
6815 Мучер (6815 Mutchler) — астероїд головного поясу, відкритий 25 червня 1979 року.
Тіссеранів параметр щодо Юпітера — 3,481.